# Calabritto
Calabritto (Calavrìttu in campano) è un comune italiano di 2 123 abitanti della provincia di Avellino in Campania, formato dal centro abitato di Calabritto e dalla frazione di Quaglietta più a valle. 

## Geografia fisica
Il paese è situato nell'alta valle del Sele a 460 metri s.l.m. in zona collinare, alle pendici del monte Altillo, l'estremità orientale dei monti Picentini. Ricco di sorgive (in parte captate dall'Acquedotto Asis, che disseta 155 comuni della provincia di Salerno), tra i fiumi che attraversano il territorio comunale vi sono il Sele e il rio Zagarone.
Numerose sono le cascate: se ne contano almeno 14, con 23 salti importanti, formate dai torrenti Ponticchio, Vallone del Lupolo, Vado Carpino, Rivezzuolo e dal rio Zagarone.
A Calabritto è presente la cascata più alta della provincia di Avellino: quella del Rivezzuolo, a regime torrentizio, con un dislivello di 80 metri. Calabritto è il comune della Campania con il maggiore numero di cascate.
Importanti sono anche le cime presenti nel territorio comunale. La vetta più alta è il monte Cervialto (1 809 metri) punto di confine con Bagnoli Irpino, che è anche la cima più elevata della provincia di Avellino, seguono il Cervarulo (1 632 metri), il Calvello (1 579 metri) la cui vetta segna i confini con Lioni, Caposele, Bagnoli Irpino e l'Altillo (1 432 metri). Anche la costa orientale del monte Polveracchio (1 790 metri) sorge nel comune di Calabritto.
Oltre i mille metri di altitudine, si trovano a Calabritto diversi e importanti altipiani, noti soprattutto per la loro biodiversità: Piano Migliato (1 210 metri), con le faggete secolari e giganti; Piano Sazzano (1 270 metri) con i tipici ginestreti; Piano del Gaudo (1 210 metri) con la fitta pineta.
- Classificazione sismica: zona 1 (sismicità alta), Ordinanza PCM 3274 del 20/03/2003

## Origini del nome
Il nome "Calabritto" deriverebbe dal latino "Kalabrix", una pianta spinosa simile al biancospino.
Secondo una leggenda popolare locale il nome sarebbe dovuto alla presenza, in epoca medioevale, di una bella locandiera di facili costumi di nome Britta, che, per la sua bellezza, veniva acclamata dai commensali al coro di "Cala Britta". Secondo altri invece il nome Kalavrix mette in relazione il nome del paese con un'antica città greca, Kalavryta.

## Storia
Il primo nucleo abitato di Calabritto risale alle contrade Castruzzo e Piedelmonte (Pedemontis), dove gli abitanti si rifugiarono per respingere gli assalti dei Saraceni lungo la valle del Sele.
L'attuale centro abitato è di origine presumibilmente longobarda. Il paese acquista una certa importanza in epoca tardomedievale (durante la dominazione angioina, aragonese); successivamente, divenuto feudo degli Estouteville (italianizzato in Tuttavilla), famiglia patrizia di Napoli, acquisisce il titolo di Ducato.

### Regno delle Due Sicilie e annessione al Regno di Sardegna
Durante il Regno di Napoli e il Regno delle Due Sicilie fu un comune appartenente al distretto di Campagna, della provincia di Principato Citra. Con l'unità d'Italia venne assegnato alla provincia di Avellino.

### I terremoti
Calabritto è stato devastato da diversi terremoti; fra i più disastrosi vi sono quello del 1773 e l'ultimo di essi, avvenuto il 23 novembre 1980, che ha completamente raso al suolo il paese, provocando cento morti e trecento feriti.
A differenza di molti altri paesi della zona, la struttura storica del paese è stata totalmente compromessa in virtù della discutibile decisione di ricostruirla senza salvaguardarne gli aspetti storici .

Negli anni novanta l'economia del paese va in crisi: l’amministrazione socialista post terremoto, che aveva gestito in maniera discutibile i fondi a disposizione , le infiltrazioni del malaffare nelle dinamiche della ricostruzione come nel resto dell’Irpinia e la fine delle risorse disponibili stanziate dallo Stato, avevano contribuito ad affossare una situazione già molto precaria dal punto di vista economico e sociale 
.

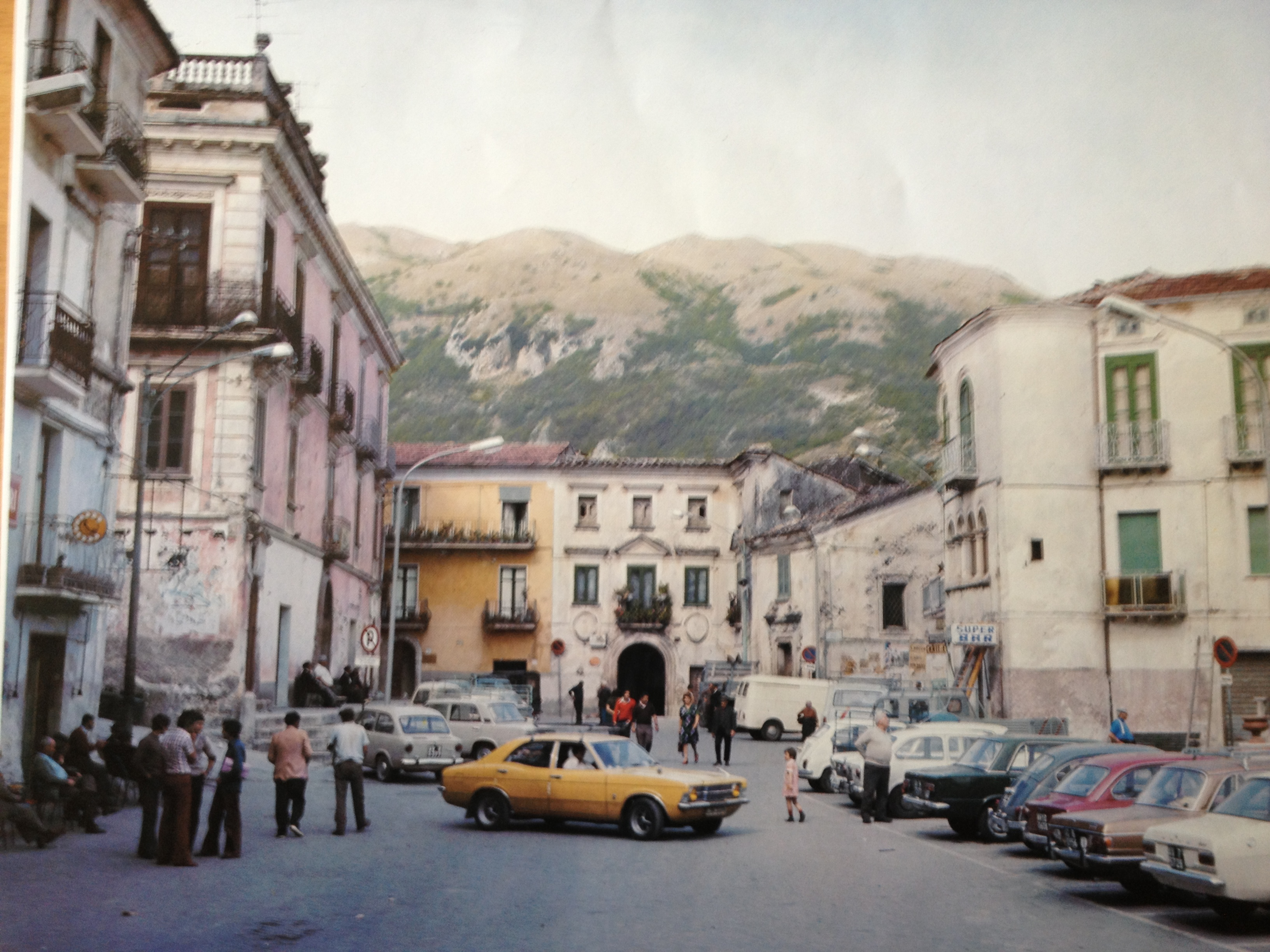
Piazza Matteotti prima del Terremoto dell'Irpinia

Da allora una pesantissima decrescita ha compromesso la situazione socioeconomica del paese.

### Emigrazione
Tre sono state sostanzialmente le grandi ondate di emigrazione dall'Irpinia: la prima dopo l'unità d'Italia (soprattutto verso le Americhe), la seconda verso gli anni cinquanta del Novecento (verso l'Europa: Germania, Francia, Inghilterra, ma anche in Australia), e la terza dovuta al terribile terremoto del 23 novembre 1980, che ha spazzato via interi comuni, tra cui Calabritto. Intere famiglie si sono trasferite altrove muovendosi da Calabritto per sfuggire alle difficili condizioni economiche: nuove comunità di calabrittani sono risorte in tante città estere, come Philadelphia, New York, Los Angeles, Vancouver, Londra, Caracas, Monaco di Baviera, Sydney, ecc.
Un esempio di associazione calabrittana all'estero sono il Circolo Calabrittano Maria SS. della Neve di Londra e il Circolo Calabrittano di New York (Astoria).

### Simboli
L'emblema ufficiale del comune è costituito da uno scudo sannitico «recante in basso una torre a quattro merli, sovrastata da un fiume e da tre cime di monti con in alto tre stelle.»
Il gonfalone è un drappo di azzurro.

## Monumenti e luoghi d'interesse
La maggior parte delle architetture di interesse storico-artistiche sono state distrutte dal terremoto del 1980. Fra gli edifici di rilevanza, sopravvissuti ai crolli sono da citare:
- Borgo e castello medioevale di Quaglietta (rocca longobarda del 1200 quasi interamente ristrutturata con fondi europei). Ospita l’albergo diffuso ‘Quaglietta’, struttura ricettiva in stile medioevale.[senza fonte]
- Santuario di Maria Ss. della Neve (luogo di culto a 945 m s.l.m. domina l'intera valle del Sele). È stato fondato nel XV secolo dai monaci della Congregazione del Beato Pietro de Pisis e ristrutturato in seguito al terremoto del 1980. Annesso al santuario c'era un convento, ora trasformato in ostello.
- Cappella di Maria Ss. dei Grienzi (ospita la statua della Madonna particolarmente venerata a Calabritto) inaugurata nel 1751 e situata in un pianoro circondato dalle vette più alte dei Monti Picentini, a 1 000 metri d’altezza.[senza fonte]
- Chiesa rupestre della Madonna del fiume (la cappella è situata in un antro posto su un dirupo). La Madonna del Fiume è protettrice delle partorienti, che nel giorno del lunedì in Albis tradizionalmente si recano a pregare in questo luogo già frequentato in epoca pre-cristiana.
- Chiesa della Santissima Trinità (la chiesa madre del paese)
- Chiesa di Santa Maria di Costantinopoli (al suo interno è presente un quadro della Madonna Nera importato dai monaci basiliani intorno al 1200).

### Aree naturali
- Cascate naturali di Calabritto. Area naturalistica costituita dalle principali 14 cascate formate dal rio Zagarone e dai suoi affluenti. Si possono praticare il trekking e il canyoning, immersi nella Valle dello Zagarone (o forra di Calabritto). Attualmente una parte dei sentieri è in fase di ammodernamento.

Tra le cascate più suggestive: le Cascate di Bard'natore; la cascata del Tuorno; la cascata del Fuorchio; la cascata del Furniddu, la cascata del Rivezzuolo, la più alta d’Irpinia con i suoi 80 metri.
- Piano del Gaudo
- Piano Migliato
- Piano Sazzano
- Sentiero Piano Migliato-Monte Cervialto
- Sentiero Ponticchio-Madonna del Fiume

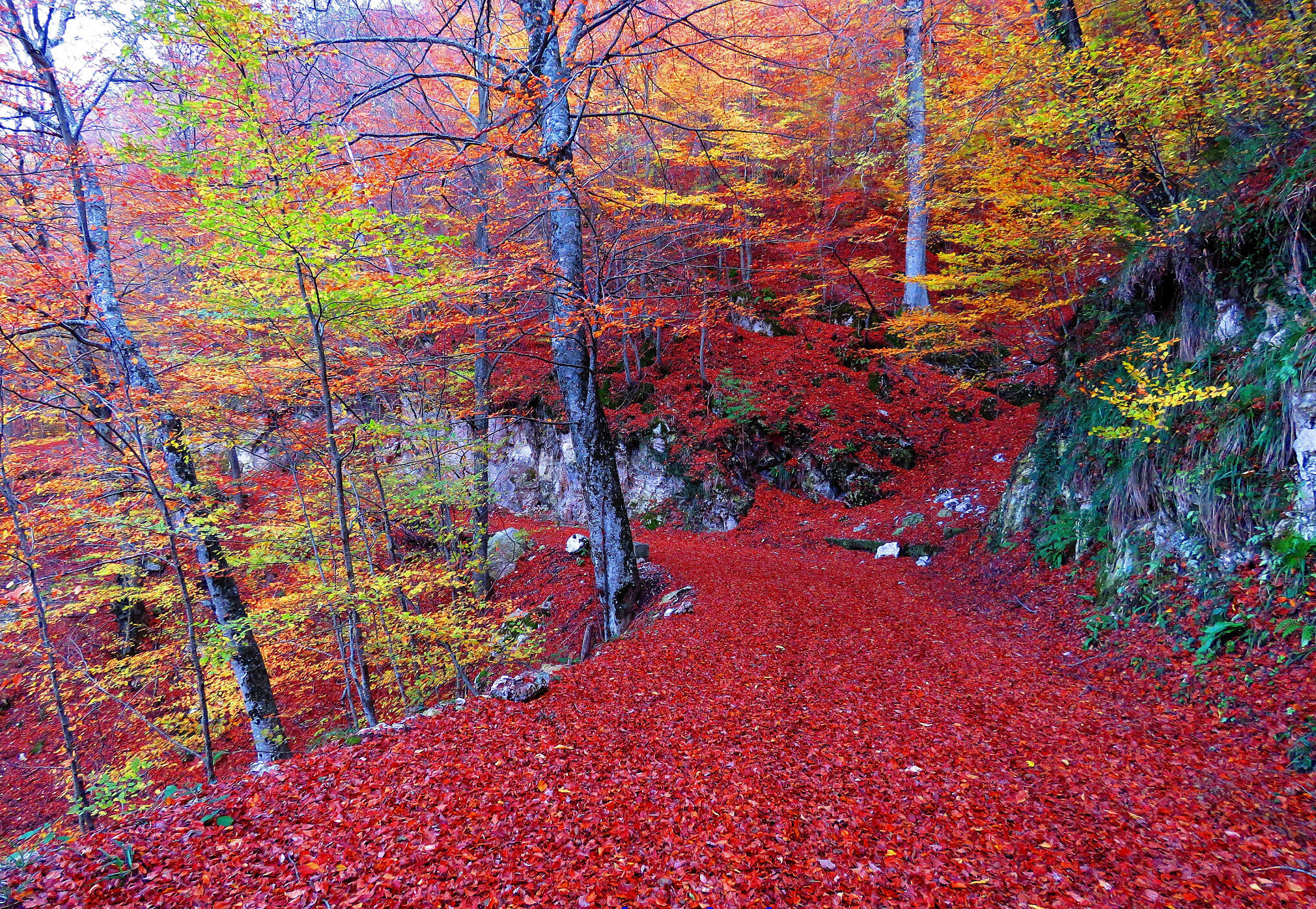
Autunno sul Monte Cervialto

- Autunno sul Monte CervialtoSentiero Scatuorchio-Piano di Grienzi
- Grotta dell'Angelo
- Grotta del Brigante

### Intrattenimento
Nonostante il paese non sia particolarmente esteso, può vantare una vitalità peculiare rispetto ai paesi limitrofi: per tale ragione, quattro sono i bar attualmente in servizio e due i ristoranti (Taverna del Brigante e DUIR pub) che attirano da ormai molto tempo visitatori dall'intera area circostante, tenendo viva l'atmosfera serale del paese.
A ciò deve aggiungersi l'albergo diffuso/ristorante nel borgo medievale di Quaglietta, esempio di rara organizzazione e offerta turistica di valore, e altri due bar sempre nella frazione di Calabritto.

## Società

### Evoluzione demografica
Abitanti censiti

### Etnie e minoranze straniere
Al 31 dicembre 2015 a Calabritto risultano residenti 30 cittadini stranieri.

### Religione
La maggioranza della popolazione è di religione cristiana di rito cattolico; il comune appartiene all'arcidiocesi di Sant'Angelo dei Lombardi-Conza-Nusco-Bisaccia, e ha due parrocchie:
- SS. Trinità
- S. Maria del Carmine

L'altra confessione cristiana presente è quella evangelica con una comunità:
- Chiesa Pentecostale CCEVAS.[18]

Vicino a Quaglietta nel 1995 è stato realizzato il centro Pilgrim Parking, la sede di Cristo è la Risposta, un gruppo itinerante evangelico interdenominazionale nato dal Jesus movement e presente in diverse nazioni; si svolgono conferenze internazionali, vi è attiva una scuola per missionari e svolge attività riabilitative per tossicodipendenti ed emarginati.

### Tradizioni e folclore
- Discendenti di Spartaco: secondo una tradizione locale una parte degli abitanti sarebbe discendente delle truppe di Spartaco, riuscite a fuggire ai Romani presso la foce del Sele e sconfitti definitivamente dagli stessi "ad caput silaris fluminis" (odierna Caposele), quindi nell'Alta Valle del Sele.
- Scampanellata per il paese: il 17 gennaio, festa di Sant'Antonio Abate, gli abitanti bussano di casa in casa per chiedere dei doni (dolci, frutti, ecc.) suonando delle campane.[6]
- I falò di San Giuseppe: la festa di S. Giuseppe del 19 marzo mette insieme il momento religioso o cristiano e quello più strettamente profano come l'accensione del fuoco nei rioni del paese in devozione al santo protettore. Sul far della sera vengono accese cataste di rami di ulivo e di viti che danno vita a un paesaggio incandescente. La tradizione del falò spinge le tante persone a recarsi in ogni rione a incontrare gli amici con cui mangiare una patata cotta sotto la brace, bere un buon bicchiere di vino paesano, ascoltare una suonata di organetto, in attesa del nuovo giorno
- Festa della Madonna di Grienzi: l'ultima domenica del mese di giugno, dopo un pellegrinaggio notturno di oltre tre ore di cammino a piedi, si raggiunge il santuario della Madonna di Grienzi, situato a circa 1 000 metri di altitudine alle pendici del Monte Cervialto, dove si preleva la statua della Madonna e la si riporta in paese. La statua arriva di buon mattino al rione "Piscone", dove viene accolta da centinaia di fedeli che appendono grandi lenzuoli bianchi su tutti i balconi del rione. La processione prosegue verso la Chiesa Madre. La festa religiosa e civile della Madonna di Grienzi si svolge invece la prima domenica del mese di luglio.
- Festa di San Giuseppe e della Madonna della Neve: è la festa patronale, la più sentita dai fedeli di Calabritto e dei paesi limitrofi. Si svolge nell'ultimo fine settimana del mese di luglio. Migliaia le presenze che si registrano in paese alle processioni con le statue dei santi, officiate dal vescovo della diocesi, e alle feste civili che culminano con l'atteso spettacolo pirotecnico domenicale.
- Pellegrinaggio alla Madonna della Neve: l'evento è in programma il 5 agosto al santuario della Madonna della Neve, posto in un pianoro lungo il monte Altillo a 945 metri s.l.m. Alle prime luci del mattino parte da Calabritto la lunga processione che riporta nel giaciglio, all'interno del santuario, la statua della Madonna della Neve. Al termine del corteo il vescovo della diocesi consegna la benedizione solenne ai devoti della Madonna.

## Geografia antropica

### Frazioni
In base allo statuto comunale di Calabritto, l'unica frazione è:
- Quaglietta

## Economia

### Industria
Grazie ai fondi per la ricostruzione post terremoto, il paese negli anni ottanta ha vissuto soprattutto di edilizia e del suo indotto.
Oggi possiede un'area industriale realizzata con la legge n. 219/1981 in cui sono attive solo poche aziende e gli occupati sono complessivamente un centinaio.

### Agricoltura
Il territorio è prevalentemente destinato alla produzione agricola. Fra le varie produzioni è degna di nota quella del peperone quagliettano, suddiviso in due tipologie.

### Servizi
Il principale istituto bancario del comune fino al 2013 è stato la Banca di Credito Cooperativo di Altavilla Silentina e Calabritto, in seguito acquisita dalla Banca di Credito Cooperativo dei Comuni Cilentani.

## Infrastrutture e trasporti
- Strada statale 691 Contursi-Lioni: Uscita Zona industriale di Calabritto e uscita Calabritto.
- Strada Comunale Calabritto-Acerno.
- Strada Provinciale 92 Quaglietta-Senerchia.
- Strada Provinciale 261 ex Strada Statale 91 della Valle del Sele (dal ponte sul fiume Sele al confine con la provincia di Salerno).

## Amministrazione

### Sindaci
| Periodo | Periodo   | Primo cittadino    | Partito                                        | Carica  | Note   |
| ------- | --------- | ------------------ | ---------------------------------------------- | ------- | ------ |
| 1988    | 1993      | Pietro Filippone   | Partito Socialista Italiano                    | Sindaco | [ 24 ] |
| 1993    | 1997      | Giuseppe Sierchio  | Democrazia Cristiana                           | Sindaco | [ 24 ] |
| 1997    | 2001      | Giuseppe Sierchio  | centro                                         | Sindaco | [ 24 ] |
| 2001    | 2006      | Carmine Basile     | lista civica                                   | Sindaco | [ 24 ] |
| 2006    | 2011      | Giuseppe Sierchio  | centrosinistra                                 | Sindaco | [ 24 ] |
| 2011    | 2016      | Gelsomino Centanni | lista civica Uniti per Calabritto e Quaglietta | Sindaco | [ 24 ] |
| 2016    | 2021      | Gelsomino Centanni | lista civica Uniti per Calabritto e Quaglietta | Sindaco | [ 24 ] |
| 2021    | in carica | Gelsomino Centanni | lista civica Uniti per Calabritto e Quaglietta | Sindaco | [ 24 ] |

### Altre informazioni amministrative
Il comune fa parte della Comunità montana Terminio Cervialto.
La gestione del ciclo dell'acqua è affidata all'Ambito Territoriale Ottimale Sele.
Le competenze in materia di difesa del suolo sono delegate dalla Campania all'Autorità di bacino interregionale del fiume Sele.

## Sport
La Polisportiva Calabritto era un'associazione con oltre 150 iscritti che praticava il calcio, la pallavolo maschile e femminile e la boxe francese. Dal 2008 e fino al 2012 ha rappresentato il punto di riferimento per decine di giovani del paese.

### Calcio
Il comune è dotato di un campo da calcio regolamentare. L'attuale squadra del paese è la ASD Atletico Calabritto e milita nel campionato di seconda categoria.